# أنتو دروبنياك
أنتو دروبنياك (Anto Drobnjak) (21 سبتمبر 1968 في بودغوريتسا في الجبل الأسود – )؛ هو لاعب كرة قدم سابق كان يلعب كمهاجم. يلعب مع منتخب صربيا والجبل الأسود لكرة القدم منذ عام 1996.

## مسيرته الكروية
لعب أنتو دروبنياك خلال مسيرته الاحترافية مع 8 أندية في ستة عشر موسمًا وسجل خلالها 170 هدف ضمن 375 مباراة. حيث فاز في موسم واحد بالكأس وفي موسم واحد بالدوري.
خاض أنتو دروبنياك مسيرته مع FK Jedinstvo Bijelo Polje ‏ في موسم 1988–89 ولمدة موسمين، مشاركًا في 41 مباراة سجل خلالها 20 هدف. ثم انتقل إلى نادي بودوتشنوست بودغوريتسا في موسم 1990–91 ولمدة موسمين، حيث شارك في 48 مباراة سجل خلالها 22 هدفًا. لينتقل بعدها إلى نادي النجم الأحمر بلغراد في موسم 1992–93 ولمدة موسمين، مشاركًا في 64 مباراة سجل خلالها 39 هدفًا. ثم انتقل إلى نادي باستيا في موسم 1994–95 واستمر معه طيلة ثلاثة مواسم، مشاركًا في 100 مباراة سجل خلالها 50 هدف. هذا وانتقل لاحقًا إلى نادي لانس في موسم 1997–98 لمدة موسم واحد، مشاركًا في 32 مباراة سجل خلالها 14 هدفًا. ثم انتقل بعدها إلى نادي غامبا أوساكا ما بين عامي 1998 و1999 في المرة الأولى لمدة موسم واحد ثم ما بين عامي 1999 و2000 لمدة موسم واحد، مشاركًا طوالها في 31 مباراة سجل خلالها 12 هدفًا. ليعود وينتقل من جديد، لكن هذه المرة إلى نادي سوشو في موسم 1999–00 في المرة الأولى لمدة موسم واحد ثم في موسم 2000–01 ولمدة موسمين، مشاركًا طوالها في 33 مباراة سجل خلالها 4 أهداف. لينتقل بعدها إلى نادي مارتيغ في موسم 2001–02 لمدة موسم واحد، مشاركًا في 26 مباراة سجل خلالها 9 أهداف.

## وصلات خارجية
- أنتو دروبنياك على موقع رابطة كرة القدم اليابانية للمحترفين (اليابانية)
- أنتو دروبنياك على موقع قاعدة بيانات كرة القدم.إي يو (الإنجليزية)
- أنتو دروبنياك على موقع ناشيونال فوتبول تيمز (الإنجليزية)
- أنتو دروبنياك على موقع Soccerway.com (الإنجليزية)
- أنتو دروبنياك على موقع عالم كرة القدم.نت (الإنجليزية)

- National Football Teams